# Anthony C. Ferrante
Anthony C. Ferrante est un réalisateur, producteur et scénariste américain. Il est surtout connu pour son travail sur la série de films Sharknado.

## Biographie
Ferrante grandit à Antioch (Californie). Alors qu'il fréquente l'Antioch High School (en), il suit un cours de cinéma au Los Medanos College (en). Il fréquente par la suite l'université d'État de San Francisco,.

## Filmographie
| Année | Film                                        | Réalisateur | Producteur exécutif | Scénariste | Acteur | Rôle                         | Notes           |
| ----- | ------------------------------------------- | ----------- | ------------------- | ---------- | ------ | ---------------------------- | --------------- |
| 1987  | The Video Dead                              |             |                     |            | Oui    | un zombie                    | Direct-to-video |
| 1997  | God Talk                                    | Oui         | Oui                 | Oui        |        |                              | Court métrage   |
| 2000  | The Dead Hate the Living !                  |             |                     |            | Oui    | consommateur dans un magasin |                 |
| 2001  | The Surreal World                           | Oui         | Oui                 | Oui        |        |                              | court métrage   |
| 2002  | Scarecrow                                   |             | Oui                 |            | Oui    | Jake                         | Direct-to-video |
| 2003  | The Revolting Dead                          |             | Oui                 |            | Oui    | un ouvrier du bâtiment       | Direct-to-video |
| 2004  | Scarecrow, la résurrection                  |             | Oui                 |            |        |                              | Direct-to-video |
| 2005  | Boo                                         | Oui         |                     | Oui        |        |                              |                 |
| 2007  | Headless Horseman                           | Oui         |                     | Oui        |        |                              |                 |
| 2009  | The Five Stages of Grief of a TV Guest Star | Oui         |                     | Oui        |        |                              | court métrage   |
| 2010  | Para-Homeless Activity                      | Oui         |                     | Oui        |        |                              | court métrage   |
| 2010  | House of Bones                              |             |                     | Oui        |        |                              |                 |
| 2011  | The Banshee                                 |             | Oui                 | Oui        |        |                              |                 |
| 2012  | Red Clover                                  |             | Oui                 | Oui        |        |                              |                 |
| 2012  | Ghostquake : La Secte oubliée               |             |                     | Oui        |        |                              |                 |
| 2012  | American Horror House                       |             |                     | Oui        |        |                              |                 |
| 2013  | Hansel & Gretel                             | Oui         |                     |            |        |                              |                 |
| 2013  | Attila                                      |             |                     | Oui        | Oui    | John McVie                   |                 |
| 2013  | Sharknado                                   | Oui         |                     |            |        |                              |                 |
| 2013  | Hello Hero: Holding Out for a Hero          | Oui         |                     | Oui        |        |                              |                 |
| 2014  | Six Hot Chicks in a Warehouse               |             |                     |            | Oui    |                              |                 |
| 2014  | Sharknado 2: The Second One                 | Oui         |                     |            |        |                              |                 |
| 2015  | Sharknado 3: Oh Hell No!                    | Oui         |                     |            |        |                              |                 |
| 2016  | Sharknado: The 4th Awakens                  | Oui         |                     |            |        |                              |                 |
| 2017  | Sharknado 5: Global Swarming                | Oui         |                     |            |        |                              |                 |
| 2018  | Sharknado 6 : It's About Time               | Oui         |                     |            |        |                              |                 |